# Capparis linearis
El gatillo (Capparis linearis) es una especie de plantas de la familia Capparidaceae originaria de  Sudamérica.

## Taxonomía
Capparis linearis fue descrito por Nikolaus Joseph von Jacquin  y publicado en Enumeratio Systematica Plantarum, quas in insulis Caribaeis 24:. 1760.
Etimología
Capparis: nombre genérico que procede del griego: kapparis que es el nombre de la alcaparra.
linearis: epíteto latíno que significa "linear".
Sinónimos
- Capparis linearifolia Linden ex Turcz.
- Cynophalla linearis (Jacq.) J.Presl
- Pleuteron linearis (Jacq.) Raf.
- Uterveria linearis (Jacq.) Bertol.[6]